# Mekom (Tombel)
Pour les articles homonymes, voir Mekom.
Mekom est une localité du Cameroun, située dans l'arrondissement de Tombel, le département de Koupé-Manengouba et la Région du Sud-Ouest.

## Population
Lors du recensement national de 2005, Mekom comptait 446 habitants.